# Trichypena quadra
Trichypena quadra är en fjärilsart som beskrevs av Joannis 1915. Trichypena quadra ingår i släktet Trichypena och familjen nattflyn. Inga underarter finns listade i Catalogue of Life.